# 오빠와 나
《오빠와 나》(원제: お兄ちゃんと一緒, 오빠와 함께)는 일본 하쿠센샤의 만화 잡지 월간 LaLa에 2003년 5월부터 현재까지 연재 중인 토케이노 하리(時計野はり)의 소녀 만화이다. 2007년, 7월 25일에 드라마 CD가 발매되었으며, 2009년 11월 현재 단행본은 한국과 일본 모두 11권으로 완결되었다.

## 줄거리
어릴 적에 부모님이 돌아가시고 할머니와 둘이서 살고 있던 미야시타 사쿠라(宮下 桜). 그녀가 14세 되던 해에 같이 살던 할머니마저 세상을 떠나고 혼자 살게 될 상황에 처했을 때, 오빠들이라고 자칭하는 4명의 남자가 나타났다. 이 오빠들은 죽은 사쿠라의 어머니가 지금의 아버지와 결혼하기 이전에 아버지가 이전 부인과의 사이에서 얻은 네 명의 형제였다. 이 오빠들이 사쿠라에게 찾아오면서 사쿠라는 오빠들의 넘치는 사랑으로 인한 과보호를 받게 되면서 시작되는 이야기.

## 등장인물
성우는 드라마 CD의 캐스팅을 따른다.

### 미야시타 가
미야시타 사쿠라(宮下 桜) / 후쿠엔 미사토(福圓美里)
3살 때 부모님을 잃고 난 뒤 할머니와 살고 있었으나 14세 때 그 할머니마저 돌아가셔서 혼자 살게 될 뻔한 이 작품의 주인공. 부모님이 돌아가시기 전까지 사쿠라와 같이 살고자 나타난 네 오빠와 함께 살았던 적이 있었다. 순진하고 남의 부탁을 잘 거절하지 못하는 유순한 성격이지만, 더러운 장소를 보아 청소를 하게 될 때엔 사람이 변한다. 의외로 자신의 주장을 굽히지 않고 추진하는 추진력도 있다. 어릴 적부터 네 오빠 중 맏이인 마사시(正)를 잘 따랐으며, 마사시가 없을 때에는 계속 칭얼거려서 꽤나 시끄러웠다고 한다. 현재는 그 마사시에게 오빠 이상으로 좋아하는 마음을 품고 있다. 사쿠라의 어머니는 미야시타 후미코(宮下文子)이며, 오빠들의 친아버지인 미야시타 슌스케와 결혼하기 이전부터 사쿠라가 이미 뱃 속에 있었다고 한다. 따라서 사쿠라와 네 오빠 사이에는 직접적인 혈연 관계가 없다. 이후 항목에서 자세히 설명.
미야시타 마사시(宮下 正) / 콘도 타카시(近藤 隆)
단행본 인물 소개에서 설명하길 사쿠라에게 목숨 건 시스터 컴플렉스 오빠의 필두(筆頭)라고 할 정도로 사쿠라를 너무나 아끼고 챙기는 네 오빠 중 맏이. 직업은 소설가이며, 주로 연애 소설을 쓰는 관계로 여자 말투를 사용한다. 또한 외모도 남성이라기보다는 여성이라고 착각할 정도로 예쁘기 때문에 종종 남자한테 고백받기도 한다. 장난으로 하는 여장 취미가 있으며, 그 기원은 중학교 때 학교 운동회에서 응원단이라는 이유로 여자 옷을 입게 되었다. 처음에는 마사시도 그 모습을 별로 좋아하지 않았으나, 사쿠라가 인형같이 예쁘다고 해 주어서 그 뒤로 여장 취미가 생기게 된 것으로 추정. 정말 그 뿌리도 깊은 시스터 컴플렉스이자 여장 취미가 아니라고 할 수 없다. 셋째인 츠요시(剛)는 마사시의 여자 말투나 여장 취미를 별로 좋아하지 않으며, 항상 그 관련 내용으로 티격태격하고 있다. 첫 사랑은 사쿠라의 친어머니인 후미코이나, 후미코가 자신의 아버지와 결혼하게 되면서 포기하였다. 현재는 이복 여동생인 사쿠라를 좋아하게 되어, 사쿠라가 태어날 당시 후미코와 했던 '좋은 오빠가 되어 사쿠라를 반드시 지켜주겠다'는 약속을 떠올리며 고민 중이다.
미야시타 타카시(宮下 隆) / 카미야 히로시(神谷浩史)
네 형제 중에서 둘째이며 가장 침착하고 온화한 인물. 사쿠라가 다니던 중학교에서 국어 교사로 일하고 있다. 온화하고 인자한 성품에 외모도 받쳐주는 만큼 학교에서는 여학생들에게 상당한 인기가 있는 듯. 또한 사쿠라와 마사시가 서로에게 품은 마음을 형제들 중 가장 먼저 알아채기도 했고, 마사시에 대한 마음 때문에 종종 고민하는 사쿠라를 떠밀어 용기를 주는 등 배려심도 깊은 측면이 있다. 반면 마사시에게는 사쿠라에 대한 마음이 도가 지나치지 않게 자제를 요구하지만, 불꽃놀이 구경을 갈 때는 사쿠라와 두 사람만 갈 수 있도록 배려해 주기도 한다. 평소에 온화하고 침착한 만큼 화나면 무서우며, 어디서 가져온 건지는 모르겠지만 목도를 갖고 나온다. 검도 4단의 실력자이며, 학교에서는 검도부 고문을 담당하고 있기도 하다. 체력도 장난이 아니라 오히려 같이 훈련하는 검도부 학생들이 먼저 지쳐서 떨어져 나갈 정도.
미야시타 츠요시(宮下 剛) / 스즈무라 켄이치(鈴村健一)
네 형제 중 셋째, 현재 무직. 입이 거친 편이지만 남을 잘 배려해 주는 상냥한 성격. 부끄러움이 많아 그런 마음을 잘 표현하진 못한다. 마사시의 여자 말투와 여장 취미에 대해 '여장변태'라고 부르며 굉장히 싫어하여 매일 마사시와 티격태격하는 게 일과다. 마사시의 말에 따르면 어릴 때는 자신을 잘 따랐다고 하나, 지금은 그렇지 않아 슬프다고 한다. 키워준 숙부와 사이가 그다지 좋지 않았으며, 츠요시를 맡아서 키운 숙부 역시 츠요시에게 그다지 신경을 쓰지 않는 듯했으나, 사실은 나름대로 츠요시를 배려한 거라고 한다. 현재는 소꿉친구였던 모리모토 린(森本りん)의 중재로 키워준 숙부와의 관계에는 약간의 개선이 있었던 듯하다. 장래의 꿈은 어떤 가게든 좋으니 자신만의 가게를 내는 것. 눈매가 사나워서 종종 나쁜 사람, 무서운 형아 같은 식으로 오해받는 일도 종종 있다. 사쿠라와 마사시의 관계에서 마사시에게 대해서는 사쿠라가 가진 마음을 처음 확인했을 때 '자신의 여동생에게 손을 대려는 건 아니겠지?' 라면서 상당한 경계를 표시하지만, 마사시가 '그런 일은 없다'라고 하자 '네 주제에 사쿠라를 차려 하다니 제 정신이냐?'고 되묻는 등 약간 애매한 입장을 취한다. 기본적으로는 사쿠라와 마사시의 관계를 반대하는 입장. 역시 사쿠라가 마사시에 대한 마음을 품고 있는 걸 그다지 내켜하진 않지만, 사쿠라가 그와 관련되어 고민할 때는 힘이 되어 주고 위로도 해 주고 있다. 이런 면을 보면 역시나 시스터 컴플렉스 오빠 4인방이다.
미야시타 타케시(宮下 武) / 코니시 카츠유키(小西克幸)
과묵하고 덩치가 큰 네 형제 중 막내. 턱에 수염을 약간 기르고 있고 덩치가 크기 때문에 주변에서는 츠요시보다 연상으로 보기도 한다. 꽃을 좋아하여 원예부에 들어가 있던 등 상당한 관심을 보이기도 한다. 수학을 잘 하는 등 머리는 상당히 좋은 거 같지만, 기본적으로 약간 맹한 성격이기 때문에 길가의 꽃을 보면서 정신을 놓는다든지, 신사에 새해 맞이 참배를 갔을 때에는 제일 키가 작은 사쿠라도 오빠들을 잘 따라왔는데 혼자서만 사람들의 행렬에 밀려서 쫓아오지 못하기도 한다. 극중 사쿠라의 말로 미루어봐선 여러가지로 잔 실수가 좀 많은 듯 싶다. 작가가 가장 애정을 갖고 그리는 캐릭터라고 한다.

### 가족 및 친척(사망자 포함)
미야시타 후미코(宮下文子)
사쿠라의 친어머니. 네 형제의 아버지인 슌스케와 결혼하였으나 사쿠라가 3세가 되는 해에 슌스케와 함께 사고로 세상을 떠났다. 마사시의 첫사랑 상대이기도 하다. 이전 연인이자 현재 사쿠라의 마을에서 카페를 운영 중인 후카사와 타이조(深沢泰三)와의 사이에서 사쿠라를 임신하게 되나, 그 중에 후카사와가 이탈리아로 떠나버린 뒤에 사쿠라를 임신한 상태로 네 형제를 데리고 있던 슌스케와 결혼하게 된다.
미야시타 슌스케(宮下○○), 이름 쪽 한자 불명.
마사시 등 네 형제의 친아버지. 후미코와 재혼하기 전에 전처에게서 네 형제를 얻었다. 재혼 후 역시 사쿠라가 3세가 되는 해에 세상을 떠났다. 극중에서 별로 등장하지는 않으나, 잠깐 등장하는 것으로 미루어 보았을 때 꽤나 호쾌한 인물이었던 듯하다.
후카사와 타이조(深沢泰三)
사쿠라의 친아버지. 사쿠라의 마을에서 카페를 운영하고 있다. 어릴 때부터 아버지의 영향으로 커피에 깊은 관심을 가졌으며 후미코와의 연애 시절, 사쿠라를 임신한 후미코를 두고 이탈리아에서의 커피 메이커 수업 제안이 들어오자 망설임 없이 이탈리아로 날아간 전과가 있다. 단행본 4권에서 처음 등장했을 때 사쿠라를 보고 '죽은 애인과 꼭 닮았다'며 사쿠라를 꼬시려 하나, 그 실상은 자신이 주최하는 파티에서 복잡한 여자 관계를 전부 정리하기 위해 사쿠라를 이용하려 했을 뿐이다. 이후 사쿠라에게 보답을 하겠다며 학교 앞으로 찾아왔을 때, 사쿠라의 말을 듣고 사쿠라가 마사시에게 품은 마음을 등장인물 중 가장 먼저 눈치챈다. 그리고 사쿠라가 집으로 데려달라고 해서 사쿠라의 집에 왔을 때, 집에 있던 후미코의 사진을 보고 사쿠라가 자신의 친딸임을 알게 된다. 하지만 본인은 '그 때 훌쩍 떠나버린 내가 이제 와서 네 아버지라고 나설 순 없다'라고 하면서 이탈리아로 돌아가 버리나, 얼마 뒤 다시 돌아온다. 기본적으로 호쾌하고 떠들썩한 성격에 마이페이스. 마사시는 부정하지만 마사시와 상당히 비슷한 성격이다. 이탈리아어를 많이 섞어쓰며, 사쿠라에 대한 죄책감 때문인지 사쿠라의 이름을 부르지 않고 '세뇨리나(Signorina)', '밤비나(Bambina)'등으로 부르지만, 이탈리아로 돌아갔다가 다시 일본에 온 뒤에 사쿠라를 만나 그녀의 부탁을 듣고 난 뒤엔 이름을 불러주게 된다.
오가와 하루(小川 春)
사쿠라의 친할머니. 죽기 전에 마사시들에게 편지를 보내 사쿠라를 돌봐달라고 부탁한 장본인.

### 사쿠라의 친구
스즈키 이치로(鈴木一郎) / 테라지마 타쿠마(寺島拓篤)
사쿠라의 같은 반 친구. 축구부 소속. 중학교 때부터 사쿠라를 짝사랑하여 여러번 사쿠라에게 그 마음을 표현하려 하지만, 사쿠라를 지키려는 네 오빠들에게 항상 방해를 받는다. 거기다가 사쿠라는 아무렇지도 않게 '스즈키는 그냥 단순한 친구'라고 하여 스즈키에게 결정타를 날린다. 이 작품에서 가장 불쌍한 존재. 사쿠라의 또 다른 친구인 타나카에 의하면 단순히 얼빵한 녀석이라 한다. 이 캐릭터의 이름은 현재 미국 메이저 리그의 뉴욕 양키스 소속 야구 선수인 스즈키 이치로(鈴木一朗)에서 유래된 것이고, 이름의 한자는 맨 마지막 글자만 다르다.
타나카 토모코(田中友子)
사쿠라의 같은 반 친구이고, 중학교 때부터 계속 같은 반에 있었다. 활발한 성격에 여러 사람의 연애사에 참견하길 좋아하며, 본인도 그 관련 얘기로 떠드는 걸 좋아하는 듯하다. 두 살 위의 오빠가 있으며, 오빠와는 매번 투탁대는 모습을 보인다. 때문에 온화하고 자상한 타카시를 동경하고 있다.
카타기리(片桐), 이름 불명.
사쿠라의 같은 반 친구. 부모의 이혼으로 방황하고 있었으나 사쿠라가 그에게 따끔한 충고를 한 뒤부터 사쿠라를 마음에 두고 있었다. 중학교 2학년 때 다른 곳으로 전학을 가면서 사쿠라를 좋아한다고 했으나 사쿠라가 거절한 상태. 이후 고등학생이 되어 어머니의 재혼한 뒤 다시 돌아와서 사쿠라가 다니는 고등학교에 다니게 되었다. 요리 실력이 좋아 요리사가 되길 바라고 있으며, 고등학교에 돌아와서는 요리부를 만들어서 사쿠라에게 가입을 권유하기도 한다. 이후, 중학교 때부터 자신을 좋아하던 소노무라(園村)의 고백을 받은 뒤, 사쿠라를 포기하게 된다.
소노무라 유카리(園村ゆかり)
사쿠라의 같은 반 친구. 어린애 같은 사쿠라에 비해서 상당히 어른스러운 외모를 갖고 있다. 성격은 극히 내성적인 편이라 존재감도 그다지 없으며 자신의 주장을 거침없이 말할 수 있는 사쿠라를 부러워하기도 한다. 카타기리를 중학교 때부터 좋아하고 있었다. 이후 요리부에 입부 원서를 내려 갔을 때 카타기리가 한 교사에게 오해받는 것을 변호해 주게 되고, 카타기리에게 자신의 마음을 고백하게 된다.

### 다른 형제들의 주변 사람
야시로(八代)
마사시의 대학 선배이자 마사시가 쓰는 소설의 편집 담당자. 마사시가 일을 하고 있지 않으면 어떤 수를 써서라도 그가 일을 마치게 한다. 주로 협박, 회유, 납치 및 감금(덩치 좋은 남자들을 데려와 마사시를 호텔 방에 데려다 놓고 글을 다 쓸때까지 내보내지 않는다)의 방법을 쓴다. 다른 형제들의 말에 따르면 절대로 적으로 돌려서는 안 될 인물.
미치요(道代)
마사시의 숙모이자 마사시를 맡아서 기른 어머니 같은 존재. 마사시를 매우 아끼고 자랑스럽게 여기고 있다. 때문에 팔불출이라 하는 자식 자랑을 하염없이 늘어놓기도 하는 인물. 사쿠라는 그 모습을 보고 '역시 피는 속이지 못한다'라고 생각한다. 마사시에게 맞선 권유를 하러 미야시타 가에 왔지만, 마사시가 사쿠라를 매우 소중히 여기고 있다는 말에 "그렇게 소중히 여기는 아이라면 그 아이를 울릴만한 일을 하는 게 아니다"고 하며 권유를 포기하고 돌아간다. 어떤 경우에서는 마사시를 응원해주고, 뒷바라지를 맡아주었으며, 입양 얘기가 나왔을 때 마사시가 형제들과 언젠가 같이 있고 싶다는 소원을 들어준 사람이기도 하다.
마츠바라(松原)
마사시가 속한 동네 배구팀의 코치. 마사시를 여자로 착각하고 딸인 하루코(春子)를 위해 마사시에게 청혼을 한다. 하지만 마사시가 남자인 걸 알게 된 뒤 마사시와 사쿠라의 충고를 듣고 포기한다.
아사다 토모아키(朝田友明)
마사시의 대학 동창이자, (자칭)라이벌 소설가. 마사시와 사쿠라가 서로 안고있는 장면을 찍어 그걸 빌미로 사쿠라를 위협하나 실상은 "미야시타 마사시와 나의 차이점은 여동생의 존재 유무이므로 여동생인 너(사쿠라)를 데려왔으니 이제 마사시의 원동력을 가져왔다!!"라고 하는 아주 엉뚱한 이유로 사쿠라를 자신의 집으로 데려갔었다. 여러모로 상당히 엉뚱한 사람.
모리모토 린(森本りん)
스위스인인 아버지와 일본계 혼혈인인 어머니 사이에서 태어난 재일 스위스인 3세(국적은 일본). 츠요시를 맡아주고 있던 숙부댁 근처에 살고 있었기 때문에 츠요시와 친해졌다. 희한한 사투리를 쓴다. 작중 설명에 따르면 '오리지널 여장남자', 하지만 자신이 말하길 '몸은 남자래도 마음은 소녀'라고 한다. 츠요시를 좋아한다만 츠요시는 상당한 거부 반응을 보인다.
우메다(梅田)
사쿠라의 친아버지인 후카사와가 경영하는 카페의 알바생이자 타케시의 친구. 타케시와 둘이서 일을 하고 있으면 손님들에게 '종업원들이 다들 살벌하게 생겼다'라는 평가를 듣는다.

### 축구부
코즈카 나나(小塚鳴々) / 나카무라 유이치(中村悠一)
코즈카 네네의 쌍둥이 오빠. 축구부의 주장. 동생인 코즈카 네네를 매우 아낀다. 표정의 변화가 거의 없고 항상 마이 페이스를 유지. 기묘한 사고방식으로 주변 사람들을 자신의 페이스에 말려들게 하는 것이 특기이기도 하다. 축구 실력은 상당히 뛰어나기 때문에 감독과 부원들의 신뢰를 받고 있으며, 작중에서 졸업한 테라다(寺田)에 이어 축구부의 주장을 맡게 되어 그에 대한 책임감도 느끼고 있다. 여학생들에게 상당히 인기도 있는 편. 사쿠라를 '꼬맹이', '땅꼬마', '땅콩' 과 같은 호칭으로 부르고 있으며 그녀를 꽤나 맘에 들어하여 작중 10권에서는 사쿠라 본인에게 직접 좋아한다는 말을 전했다. 이외에도 성대모사가 특기라 이 성대모사로 네네를 흉내내어 사쿠라를 축구부 합숙에 끌어들였다. 스즈키의 말에 따르면 저 사람을 누가 말릴 수 있겠어.
코즈카 네네(小塚音々) / 우에하라 사야카(上原さやか)
코즈카 나나의 쌍둥이 동생. 축구부의 매니저. 얼핏 보면 꽤 차가운 인상이지만 그렇지 않다. 한 학년 위이자 원래 주장이었던 테라다를 좋아한다. 테라다에 대한 호감을 잘 표현하지는 못하나 작중에서는 은연중에 그에 대한 호감을 나타내고 있다. 쌍둥이 오빠인 나나가 가발을 쓰게 되면 주변 사람들은 잘 알아보지 못할 정도로 닮았다. 이 때문에 사쿠라는 네네를 흉내낸 나나에게 낚여서 축구부 합숙에 참가하게 된다.
테라다(寺田)
원래 축구부 주장. 현재는 졸업생이다. 꽤나 활발한 성격을 지니고 있으며 사실 꽤 순진한 편. 코즈카 네네에게 호감을 갖고 있다.
미즈사와(水沢)
감독 추천으로 입학한 축구부의 에이스. 때문에 꽤나 건방진 성격이지만 사쿠라 앞에서는 꼼짝하지 못한다. 덕분에 미즈사와에 대한 대책으로 사쿠라에게 축구부 매니저 제의가 들어오고 있는 상황. 여장을 하고 나타난 마사시에게 홀라당 빠져 마사시를 '누님'이라고 부르며 따른다. 쿄토 수학여행에 가서는 마사시가 사쿠라에게 가지 못하게 막으려는 츠요시와 마사시의 싸움에 끼어들어 마사시를 보내기도 한다. 이후 츠요시가 그를 이기자 '존경합니다 형님'이라며 츠요시도 따르고 있다.

## 사쿠라와 오빠들과의 관계
사쿠라와 마사시, 타카시, 츠요시, 타케시 이 네 형제와는 직접적인 혈연 관계가 없다. 이유는 사쿠라의 친어머니인 후미코가 형제들의 친아버지인 슌스케와 결혼하기 전에 후카사와 타이조와의 사이에서 사쿠라를 얻어 임신하고 있었으며, 후카사와 타이조가 이탈리아로 떠난 이후 슌스케가 후미코를 받아들여 재혼하였기 때문이다. 이 당시 슌스케는 이미 전처와의 사이에서 네 형제를 얻어 기르고 있는 상태였으며 전처 역시 사망하였다고 한다. 이후, 사쿠라가 3세가 되는 해에 사고로 후미코와 슌스케가 사망한 후, 사쿠라는 친할머니인 오가와 하루에게 맡겨지고 나머지 네 형제는 각각 슌스케의 친척집에 따로 맡겨져 생활하게 된다. 이 와중에 맡겨진 네 형제를 각자의 집에 입양하여 양자로서 키우자는 의견이 있었으나, 당시 중학생이었던 마사시가 이를 반대하여 네 형제의 호적은 그대로 유지되게 된다. 이유는 나중에 꼭 독립하게 되면 동생들(사쿠라까지 포함)과 함께 살겠다는 꿈을 이루기 위해서였다.

## 단행본

### 한국어판
서울문화사에서 'Wink Comics' 브랜드로 국내에 발매되었다.
1. 제 1권 (2005년 9월 발행) ISBN 978-89-532-6462-6 {{isbn}}의 변수 오류: 유효하지 않은 ISBN.
2. 제 2권 (2005년 11월 발행) ISBN 978-89-532-6522-3 {{isbn}}의 변수 오류: 유효하지 않은 ISBN.
3. 제 3권 (2005년 12월 발행) ISBN 978-89-532-6541-X {{isbn}}의 변수 오류: 유효하지 않은 ISBN.
4. 제 4권 (2006년 2월 발행) ISBN 978-89-532-6908-3 {{isbn}}의 변수 오류: 유효하지 않은 ISBN.
5. 제 5권 (2006년 10월 발행) ISBN 978-89-532-7289-0 {{isbn}}의 변수 오류: 유효하지 않은 ISBN.
6. 제 6권 (2007년 9월 발행) ISBN 978-89-532-7836-3
7. 제 7권 (2008년 3월 발행) ISBN 978-89-532-8462-3

### 일본어판
하쿠센샤에서 '하나토유메 COMICS' 브랜드로 발매되었다.
1. 제 1권 (2004년 1월 발행) ISBN 4-5921-8801-2
2. 제 2권 (2004년 8월 발행) ISBN 4-5921-8152-2
3. 제 3권 (2005년 2월 발행) ISBN 4-5921-8153-0
4. 제 4권 (2005년 8월 발행) ISBN 4-5921-8154-9
5. 제 5권 (2006년 3월 발행) ISBN 4-5921-8155-7
6. 제 6권 (2006년 10월 발행) ISBN 4-5921-8426-2
7. 제 7권 (2007년 4월 발행) ISBN 4-5921-8427-0
8. 제 8권 (2007년 11월 발행) ISBN 4-5921-8428-9
9. 제 9권 (2008년 4월 발행) ISBN 4-5921-8429-4 {{isbn}}의 변수 오류: 유효하지 않은 ISBN.
10. 제10권 (2008년 12월 발행) ISBN 4-5921-8430-0
11. 제11권 (2009년 7월 발행) ISBN 4-5921-8543-9